# Milda ventricosa
Milda ventricosa is een slakkensoort uit de familie van de Pyramidellidae. De wetenschappelijke naam van de soort is voor het eerst geldig gepubliceerd in 1831 door Guérin.